# Bahrein hívójelkörzetei
Bahrein jelenleg (2024) nincs felosztva hívójelkörzetekre.
Bahrein számára az ITU az A9 hívójelprefixet határozta meg.
| Prefix | Körzet | Hely/jelleg | ITU zóna | CQ zóna | 1 szintű QTH lokátor |
| ------ | ------ | ----------- | -------- | ------- | -------------------- |
| A9     | [0..9] | Bahrein     | 39       | 21      | LL                   |
| MP4B   |        | Kivezetve   | 39       | 21      | LL                   |
| VS     | 8      | Kivezetve   | 39       | 21      | LL                   |

## Lajstromjel
Vízi és légi járművek lajstromjelezéséhez az A9C prefixet használják.